# 2016-os népszavazás az Egyesült Királyság EU-tagságáról

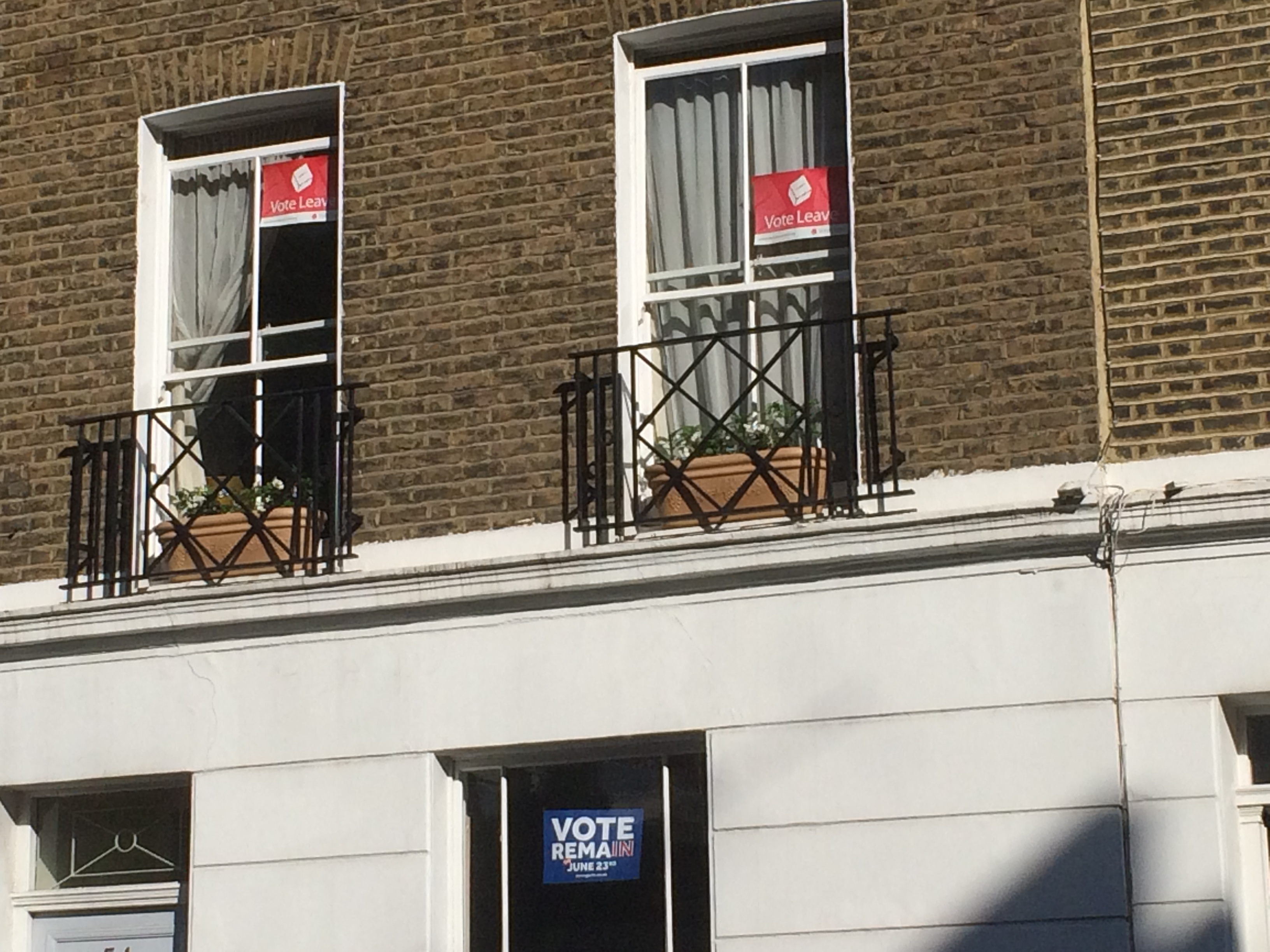
Kilépésre és bennmaradásra buzdító plakátok

2016. június 23-án véleménynyilvánító népszavazást tartottak az Egyesült Királyság és Gibraltár területén az ország európai uniós (EU) tagságáról. A szavazók 51,9 százaléka az Unióból való kilépésre szavazott.

## Előzményei
Az Egyesült Királyság elszigetelt földrajzi helyzeténél, nagyhatalmi erejénél, az Amerikai Egyesült Államokhoz való különleges viszonyánál és birodalmi múltjánál fogva mindig is vonakodva, félszívvel vett részt az 1945 utáni európai integrációban, az EU működésében pedig a 2008-as gazdasági világválság óta különösen súlyos gazdasági és politikai problémák mutatkoznak, emiatt egyre népszerűbbé vált az ország EU-ból való kilépésének gondolata, az ún. „brexit” a lakosság körében.
David Cameron brit miniszterelnök 2013. január 23-án bejelentette, hogy amennyiben a Konzervatív Párt marad kormányon a 2015-ös parlamenti választás után is, akkor legkésőbb 2017-ben népszavazást tartanak az ország EU-tagságáról. Addig is a kormányfő újra akarja tárgyalni nemzetközi partnereivel az állam EU-hoz fűződő viszonyrendszerét. A miniszterelnök így próbálta kifogni a szelet az egyre népszerűbb euroszkeptikus Függetlenségi Párt (UKIP) vitorláiból. Miután meglepetésre megnyerte a választást, 2016 januárjában meg is kezdte a tárgyalásokat, ellátogatott Budapestre is. Az Európai Tanáccsal február 18–19-én folytatott megbeszélést. Az EU többi tagországának vezetője elfogadta Cameron reformjavaslatait, melyek értelmében 4–7 évig az Egyesült Királyságban csökkenthetik az unióból újonnan érkező külföldi munkavállalóknak járó egyes juttatásokat, a családi pótlékot pedig 2020-tól bármely EU-tagországban csökkenthetik a korábban érkezettek gyermekei esetében is. (Utólag elmondható, hogy a választók kevesellték az elért engedményeket.) Cameron szerint az Egyesült Királyság soha sem lesz sem az eurózóna, sem a schengeni térség, sem valamiféle EU-hadsereg tagja, és nem kell a németek és a franciák által szorgalmazott szorosabb politikai integrációban vagy leendő szuperállamban sem részt vennie. 2016. február 20-án közölte, hogy az év június 23-án tartják a népszavazást. (Az Egyesült Királyságban csak a parlament kezdeményezhet minden esetben külön törvénnyel népszavazást, a legfőbb törvényhozói hatalom ilyenkor lemond a döntési jogáról.)

## Tárgyalások az EU reformjáról
2012-ben David Cameron miniszterelnök visszautasította, hogy tartsanak népszavazást az EU-tagságról, de nem zárta ki, hogy a későbbiekben lehetővé válhat egy ilyen szavazás a tagság támogatottságának felmérésére. A BBC szerint „A miniszterelnök elismerte, hogy az Egyesült Királyság Európai Unión belüli pozíciójának a biztosításához szükség van a brit nép teljesszívű támogatására”, de azt mondta, hogy „taktikai és stratégiai türelmet” kell mutatniuk.
Saját képviselői és a UKIP erősödésének a nyomása alatt 2013 januárjában Cameron bejelentette, hogy a konzervatív kormány még 2017 vége előtt bent-vagy-ki népszavazást ír ki az EU-tagságról, egy újratárgyalt csomag alapján, ha 2015-ben újraválasztást nyer.
A Konzervatív Párt váratlanul többséget szerezve megnyerte a 2015-ös választásokat. Ezt követően hamarosan benyújtották az európai uniós népszavazásról szóló törvényt. Cameron bent maradt volna egy megreformált EU-ban, és négy ponton szeretett volna újratárgyalást: az egységes piac védelme a nem eurózóna tagok számára, a bürokrácia csökkentése, felmentés a britek számára az unió szorosabbra fonása során és az EU-n belüli migráció korlátozása.
A tárgyalások eredményeit 2016 februárjában jelentették be. Sikerült megegyezni az EU-n belüli migránsoknak járó juttatások valamelyes korlátozásáról, amit azonban csak az Európai Bizottság, majd az Európai Tanács hozzájárulásával vezethet be egy tagállam, beleértve a briteket.
Cameron a képviselőházban 2016. február 22-én mondta el azt a beszédét, amelyben az újratárgyalási megegyezésről számolt be, és bejelentette, hogy 2016. június 23-ra írják ki a népszavazást. Elmondta, hogy ha a kilépés nyer, a kormány azonnal megkezdi az 50. cikkely szerinti eljárást, és a kétéves periódust a kilépéssel kapcsolatos elvégzendők megtárgyalására.

## A két oldal kampánya
A kampány mindkét oldalról elsősorban az ijesztgetésre épült és sok valótlan információ hangzott el. Az európai ügyekben amúgy nagyrészt érdektelen és tájékozatlan brit közvéleményt elsősorban érzelmileg igyekeztek megdolgozni a kampánygépezetek: egyik oldalon a félelem, a másik oldalon a düh lett a fő motiváló erő.
A Konzervatív Párt régóta megosztott volt a maradás-kilépés kérdésében, és Cameron a pártegység érdekében következetesen kerülte, hogy a kampány alatti viták során konzervatív politikusok kerüljenek egymással szembe. Cameron azt is kérte, hogy az EU vezetői ne avatkozzanak be a kampányba.
A szavazás előtt egy héttel egy magányos merénylő megölte a kilépés ellen kampányoló Jo Cox munkáspárti képviselőnőt, emiatt rövid ideig szünetelt a kampány.

### A bennmaradás mellett
A bennmaradás mellett David Cameron konzervatív miniszterelnök és Sadiq Khan, London 2016-ban megválasztott munkáspárti polgármestere vezette a kampányt. Elsősorban a kilépés okozta bizonytalansággal és várható gazdasági problémákkal érveltek, George Osborne pénzügyminiszter még adóemelést is ígért a kilépés esetére.

### A kilépés mellett

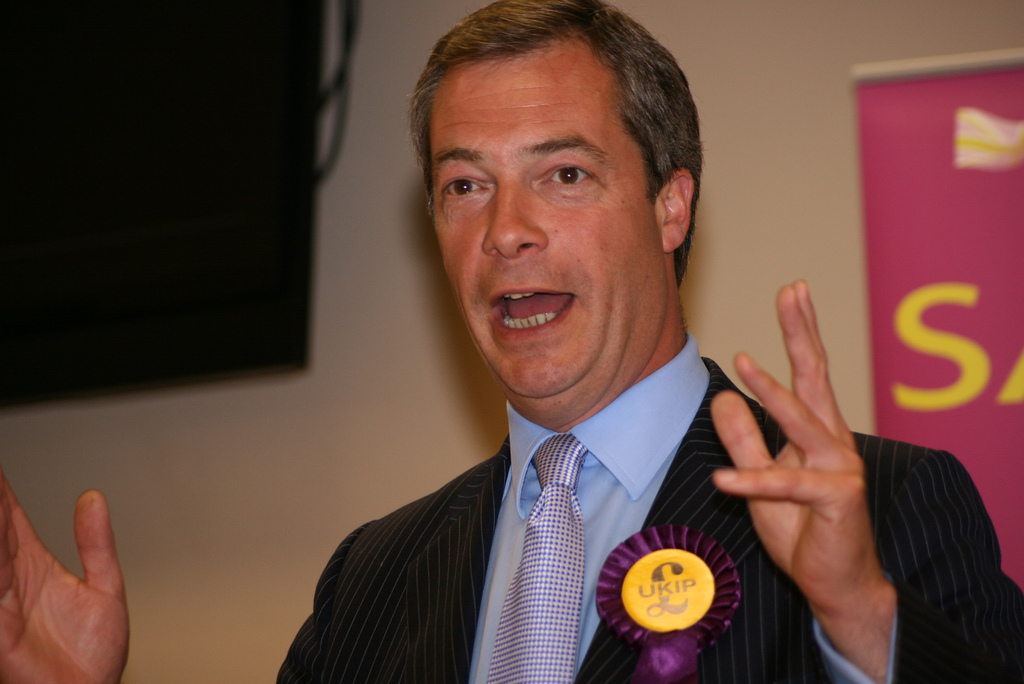
Nigel Farage

A kilépés melletti kampány fő vezetői Nigel Farage, az ellenzéki UKIP elnöke, aki a népszavazást elsőként kezdeményezte, majd évek óta propagálta –, Boris Johnson volt konzervatív londoni polgármester, valamint az ugyancsak konzervatív Michael Gove igazságügy-miniszter voltak.
Fő állításuk szerint az Egyesült Királyságnak heti 350 millió font (140 milliárd forint) költséget jelent az EU-tagság, amit a kilépéssel meg lehetne takarítani, és a pénzt az egészségügyre lehetne költeni. Másik fő témájuk a külföldiek – főleg a lengyelek, de magyarok és románok is – munkavállalásának korlátozása volt. Szerintük Brüsszel miatt nem lehet korlátozni az EU-ból érkező bevándorlók (szóhasználatukban: EU-s migránsok) számát, a kilépés után egy ausztrál mintára bevezetett pontrendszer alapján szeretnék elbírálni a jelentkezőket, és csak a képzett munkaerő kapna szabad utat a szigetországba. A migrációs válság is gyakori téma volt: szerintük az EU nem engedi meg a briteknek hatékony határőrizet bevezetését. Az EU „demokratikus deficitje” is előkerült: az EU-t olyan nem közvetlenül választott vezetők irányítják, akik nem vonhatók felelősségre döntéseikért.

## A népszavazás eredménye

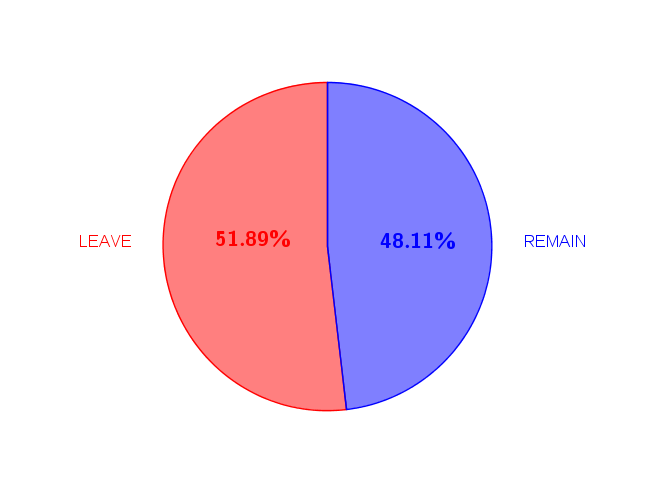
A népszavazás eredménye

| Kilépés | Maradás |

| Népszavazás az Egyesült Királyság EU-tagságáról 2016. június 23. |                              |                            |
|                                                                  | Száma                        | Aránya                     |
| Szavazásra jogosultak                                            | 46 500 001                   | 100%                       |
| Szavazók - ebből érvényes - ebből érvénytelen                    | 33 577 342 33 551 983 25 359 | 72,21% (100%) 99,92% 0,08% |
|                                                                  | Szavazatok                   |                            |
| Száma                                                            | Aránya                       |                            |
| Kilépés                                                          | 17 410 742                   | 51,89%                     |
| Maradás                                                          | 16 141 241                   | 48,11%                     |
| Összesen                                                         | 33 551 983                   | 100%                       |

| Kilépés          | 17 410 742 | 37,44% | 51,85% | 51,89% | ✓ |
| Maradás          | 16 141 241 | 34,71% | 48,07% | 48,11% |   |
| Összesen         | 33 551 983 | 72,15% | 99,92% | 100%   |   |
| különbség        | 1 269 501  | 2,73%  | 3,78%  | 3,78%  |   |
|                  |            |        |        |        |   |
| érvénytelen      | 25 359     | 0,05%  | 0,08%  |        |   |
|                  |            |        |        |        |   |
| Szavazók         | 33 577 342 | 72,21% | 100%   |        |   |
| Távolmaradó      | 12 922 659 | 27,79% |        |        |   |
|                  |            |        |        |        |   |
| Választójogosult | 46 500 001 | 100%   |        |        |   |
|                  |            |        |        |        |   |

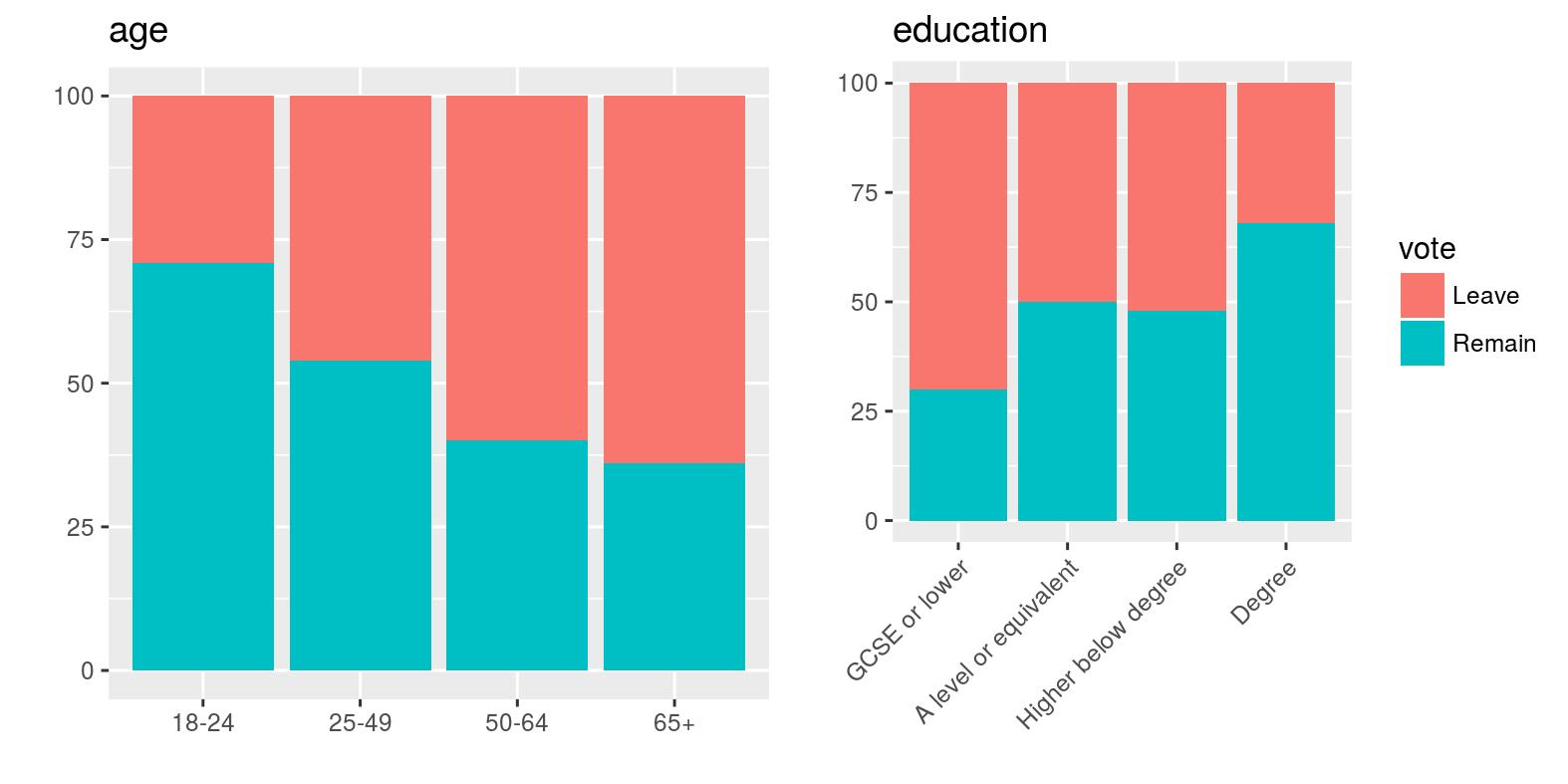
Az EU népszavazás eredményei kor és képzettség szerint
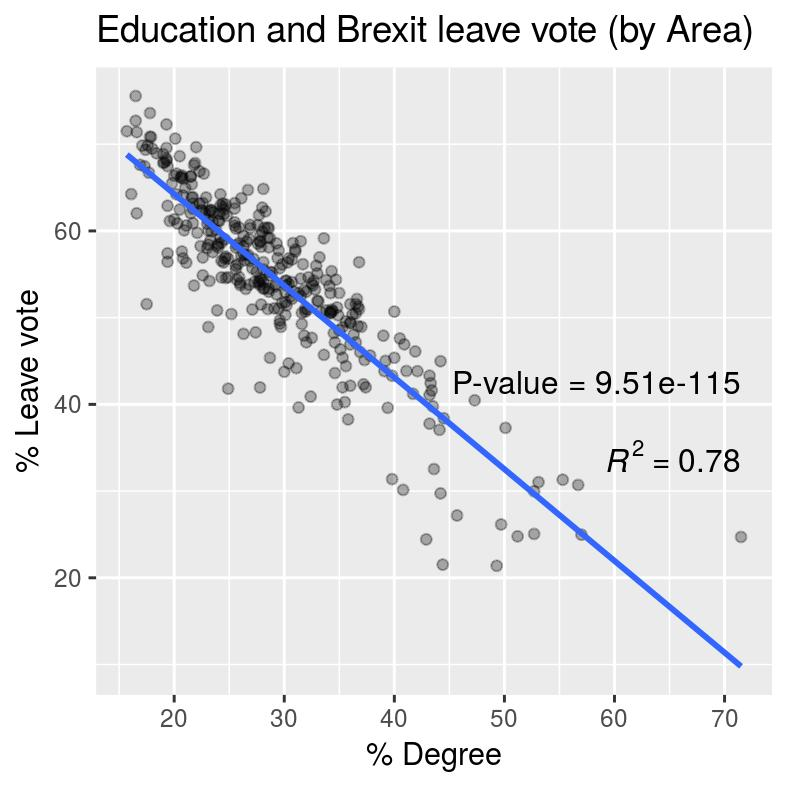
A képzettség és a kilépés támogatása közötti összefüggés.

A részletes statisztikai adatok jól illusztrálják, hogy a fiatalok, akiknek a jövőjéről szólt a népszavazás, döntően maradás-pártiak voltak, de nem mentek el elegen a szavazásra. Ezen kívül egyértelműen a képzettség mértékével arányosan csökkent a kilépés támogatása.

## Közvetlen következményei

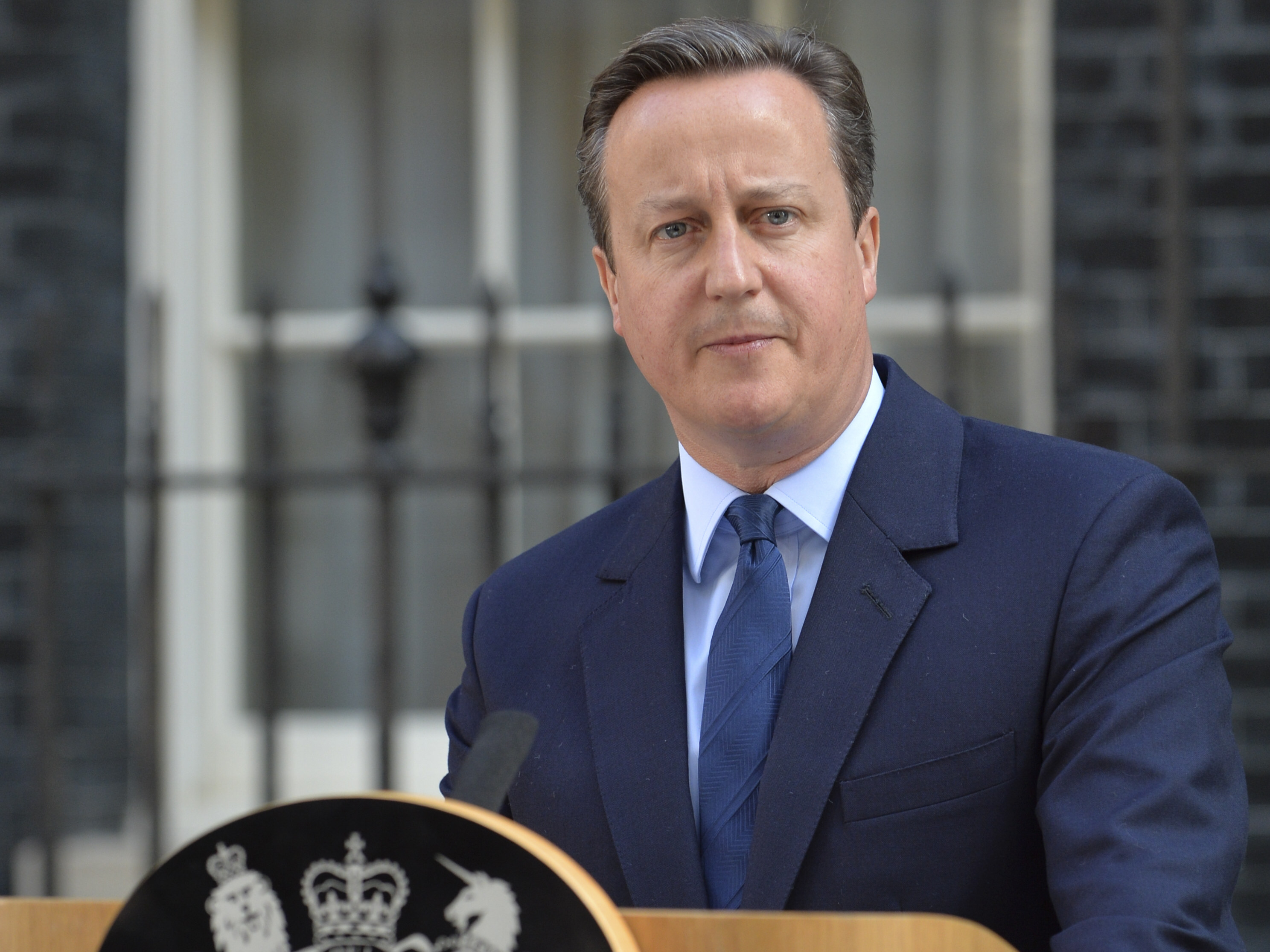
David Cameron bejelenti a lemondását

### A népszavazás utáni első napok gazdasági és társadalmi eseményei
A népszavazás eredményének megismerése után válsághangulat uralkodott el a brit gazdaságban, de a hír negatív hatással volt az európai gazdaságra és az egész világgazdaságra is. Az angol font árfolyama a kereskedés megkezdésével szinte azonnal 10 százalékot zuhant a dollárhoz viszonyítva, ami 31 éve nem látott mélypontot jelentett az angol fizetőeszköz történetében, és jelentősen esett többek között az euró és a forint árfolyama is. A tőzsdei kereskedésre a pánikhangulat volt jellemző, meredek zuhanást produkáltak a brit és az európai részvénypiacok, és az amerikai és az ázsiai tőzsdék is érzékenyen reagáltak a fejleményekre. Egyes szektorokat különösen megrázott a kilépés híre, így például óriási árfolyamzuhanások voltak tapasztalhatóak a Nagy-Britanniához kötődő légitársaságok részvényeinél, egyes társaságok papírjai 20, sőt 30 százalék fölötti esést is produkáltak az első napokban. Mivel az ország viszonylag nagy olajexportőrnek számít, a brexit után az olaj árfolyama is esett. A Standard & Poor’s nemzetközi hitelminősítő intézet a szavazás után leminősítette Nagy-Britannia besorolását, majd pár nappal később az Európai Unióét is. A befektetők az eseményekkel párhuzamosan a válságálló eszközökbe kezdték fektetni a pénzüket, így jelentősen megugrott a kereslet az arany és a stabil gazdaságok állampapírjai és fizetőeszközei iránt.
Társadalmi szempontból a szavazás lezárása után is megmaradt a brit nép mély megosztottsága. Az eredmény utáni napokban a csalódott maradáspártiak közül több millióan csatlakoztak egy a brit törvényhozás honlapján indított petícióhoz, ami új népszavazást követel. A kezdeményezés még a népszavazás előtt indult, és arra hívja fel a kormányt, hogy írjon ki új népszavazást, ha a részvételi arány nem éri el a 75 százalékot, és nem szerez legalább 60 százalékos többséget valamelyik oldal. A képet némileg árnyalja, hogy hamisított aláírásokat is találtak a petícióban, amit utólag törölni kellett, valamint a sikeres kezdeményezés csak a téma megvitatására kötelezheti a brit parlamentet. A másik oldalról az eredmény hatására a kilépéspárti szavazók közül többen igazolva látták a kampány durvább bevándorlóellenes vonalának a legitimitását, aminek hatására a brexit utáni napokban megnőtt az idegenellenes és rasszista támadások és zaklatások száma.

### Várható hosszútávú következmények
A kilépéspártiak győzelme nyomán átrendeződnek a nemzetközi erőviszonyok: a nagy és gazdag ország távozásával az EU világpolitikailag meggyengül, de Németország szerepe tovább erősödik a maradék EU-ban. A nettó befizető kilépésével le fog csökkenni az EU költségvetése. Nem lép életbe az a reformcsomag sem, amelyről David Cameron miniszterelnök a referendum kiírása előtt Brüsszellel és az uniós társállamok vezetőivel megállapodott. Mivel a skótok többsége EU-párti, ismét felerősödhetnek a skót függetlenségi törekvések. A kilépés gazdasági problémákat is okoz mind Nagy-Britanniában, mind az EU-ban. Először is el kell dönteni, hogy milyen új kapcsolatban legyen az Egyesült Királyság és a maradék-EU. A tényleges kilépés ezután következik majd, ami hosszadalmas tárgyalásokhoz és piaci bizonytalansághoz vezet.
A brexit körüli vita felsértette az unió egységét, az integráció további elmélyítése már nyíltan nem cél minden tagország számára. Más országokban is felerősödött az euroszkeptikus pártok hangja, amelyek szintén népszavazást akarnak.

### Politikai következmények
David Cameron miniszterelnök-pártelnök a szavazás másnapján bejelentette, hogy távozik a kormányfői székből. Utódja Theresa May lett. Lemondott az Európai Bizottság brit tagja, a pénzügyi stabilitásért felelős biztos, Jonathan Hill is.
A Munkáspárt vezetője, Jeremy Corbyn is bírálatokat kapott, mivel nem sikerült a párt társadalmi bázisát meggyőznie a bennmaradásról – főleg Északkelet-Angliában és Walesben –, és a kampányban sem vett részt teljes mellszélességgel, a pártvezetés hibájából pedig a munkásosztály – több más európai országhoz hasonlóan – elkezdett a politikai jobboldalra sodródni. A munkáspárti árnyékkormány több minisztere lemondott.
Július 4-én Nigel Farage bejelentette, hogy lemond az UKIP elnöki posztjáról.

## A Brexit folyamata a népszavazástól a tényleges kilépésig
Mivel a 2016-os népszavazás nem volt kötelező érvényű, azaz a brit alkotmányos berendezkedés alapján a kilépési folyamat elindításáról szóló döntés a parlament hatáskörébe tartozik, ezért parlamenti jóváhagyás nélkül a hivatalos kilépési értesítés kiküldése törvénysértő lett volna.
Az Egyesült Királyság parlamentjének döntése alapján Theresa May miniszterelnök 2017 márciusában adta be az Európai Unióhoz a nyilatkozatot az Egyesült Királyság kilépési szándékáról. A Lisszaboni Szerződés 50. cikkelye értelmében a kilépés időpontja 2019. március 29-én  11 óra. A kilépésről az Európai Unió és az Egyesült Királyság között kötendő  szerződés tervezetét az Egyesült Királyság parlamentje 2019. elején nagy többséggel elutasította.